# Aram Ier Kechichian
Aram Ier Kechichian (en arménien : Արամ Ա Քեշիշեան ; né sous le nom de baptême de Bédros à Beyrouth au Liban en 1947) est l'actuel catholicos de la Grande Maison de Cilicie, à la tête du catholicossat du même nom (depuis le 28 juin 1995).
Il est président du Comité central du Conseil œcuménique des Églises depuis 1991.
Aram Ier a rencontré le roi Abdallah de Jordanie les 3 et 4 septembre 2013, dans le cadre de la réunion d'Amman du roi avec les représentants des différentes communautés chrétiennes de la région, alors que l'orage gronde en Syrie voisine. Le catholicos a déclaré à l'issue de la réunion que « nous devons renforcer les fondations de la coexistence entre chrétiens et musulmans », concluant notamment que « les chrétiens appartiennent au Moyen-Orient et font partie de son histoire ».